# ويلي بيرتون
ويلي بيرتون (بالإنجليزية: Willie Burton)‏ مواليد 26 مايو 1968 في ديترويت، هو لاعب كرة سلة أمريكي سابق. بدأ مسيرته الاحترافية في سنة 1990. تم اختياره من قبل فريق ميامي هيت خلال الدرافت. يبلغ طوله 6 قدم 8 بوصة (2.0 م). اعتزل اللعب في 2004. أحرز خلال مسيرته في الإن بي إيه 3243 نقطة بمعدل 10.3 نقاط في المباراة الواحدة.

## المسيرة الاحترافية
لعب مع ميامي هيت من سنة 1990 إلى 1994، ثم لعب مع فيلادلفيا سفنتي سيكسرز في موسم 1994–1995، ثم لعب مع أتلانتا هوكس في موسم 1996–1997، ثم لعب مع سان أنطونيو سبرز في سنة 1998، ثم لعب مع شارلوت هورنتس في سنة 1999.

## روابط خارجية
- ويلي بيرتون على موقع إن بي أي (الإنجليزية)
- ويلي بيرتون على موقع سبورتس رفرنس (الإنجليزية)
- ويلي بيرتون على موقع كرة السلة الأوروبية.كوم (الإنجليزية)
- ويلي بيرتون على موقع كلية كرة السلة في سبورتس رفرنس.كوم (الإنجليزية)
- ويلي بيرتون على موقع ريلجم (الإنجليزية)
- ويلي بيرتون على موقع بروبوليرز (الإنجليزية)
- ويلي بيرتون على موقع سبورتس رفرنس (الإنجليزية)